# Aleksander Sucu
Aleksander Sucu (romunsko Alexandru Suțu, grško starogrško Αλέξανδρος Σούτζος, Aléxandros Soútzos) je bil fanariotski Grk, ki je bil od 10. julija 1801 do  1. oktobra 1802 moldavski knez (Aleksander XIII.) in od 2. julija 1802 do 19. januarja 1821 z več prekinitvami vlaški knez (Aleksander IX.), * 1758, Istanbul, Osmansko cesarstvo  † 18./19. januar 1821, Bukarešta, Vlaška.

## Življenjepis
Rojen je bil leta 1758 v istanbulski  grški (fanariotski) družini.
Leta 1795 se je poročil z Evfrozino Kalimaki (1776-1835), hčerko moldavskega kneza Skarlata Kalimakija. Do prihoda na moldavski prestol je bil od leta 1799 do 1801 dragoman (uradni prevajalec in tolmač) Osmanskega cesarstva.
Med njegovo vladavino v Moldaviji so se  nadaljevali rusko-turški  spori, v katerem ni mogel stati ob strani.
Avgusta 1801 ga je ruski konzul v Moldaviji V. Malinovski opozoril, da namerava Rusija zaščititi  moldavsko krščansko prebivalstvo in preprečiti plačevanje davka, ki ni v skladu z rusko-turško mirovno pogodbo. Moldavsko plemstvo je soglašalo z rusko zahtevo in zahtevalo Aleksandrovo odstavitev. Rusko zahtevo je nazadnje upoštevala tudi turška vlada (divan) in Aleksandra odstavila.
Po odstavitvi je bil z več prekinitvami do smrti knez Vlaške.
Umrl je leta 1821. Po prvi različici naj bi bil zastrupljen, po drugi  pa  je umrl zaradi slabo zdravljene bolezni.